# 木ノ脇道元
木ノ脇 道元（きのわき どうげん、1969年 - ）は、日本のフルート奏者、作曲家。

## 経歴
東京芸術大学音楽学部中退。フルートを武田又彦、金昌国、細川順三、ピエール＝イヴ・アルトーに師事。アンサンブル・ノマド、アンサンブル・コンテンポラリーα、といぼっくす、Nozzlesメンバー、ムラマツレッスンセンター、東京藝術大学講師、山梨学院大学附属小学校特別講師。その他独奏、室内楽を通じて、特に近現代の音楽を中心に活動。大野和士、十束尚宏、秋山和慶、岩城宏之、小松一彦等と共演。自作・同世代作家の作曲作品を中心にフルートの表現範囲に収まらない活動を展開している。

## 活動歴
- 1992年 - 秋吉台国際20世紀音楽セミナー&フェスティバルにて招待演奏。
- 1993年度 - ピアニストの大井浩明とのデュオで第2回現代音楽演奏コンクール"競楽"第1位を獲得、同時にフォルテ・ミュージック特別賞、第3回朝日現代音楽賞を受賞。
- 1994年 - ダルムシュタット現代音楽祭に参加、川島素晴の作品《Manic Psychosis》を演奏し、奨学生賞を受賞。
- 1995年 - 同世代の作曲家への委嘱作品のみのコンサートを開催。
- 1997年 - 第8回出光音楽賞、アリオン音楽賞奨励賞受賞。
- 1999年 - シリーズ「B→C[3]」に参加、作曲家福井とも子との共同作業によるソロコンサートを行なう。
- 1999年7月 - 「東京の夏」音楽祭で、作曲家川島素晴を助演するソロコンサートを行ない、11月には「毎日ゾリステン」で「独演」という形で即興演奏を交えた演奏会を行った。
- 2002年 - 春にアルバム『Blower』（ジパンゴ）をリリース。
- 2004年 - 2枚目のアルバム『不在の花』（ジパンゴ）をリリース。

## ディスコグラフィー
- 「blower」（ジパングプロダクツ）
- 「不在の花」（ジパングプロダクツ）
- 「Mah Vairöcana」制作-Vairöcana（中川統雄） （ジパングプロダクツ）
- 「Death mask」制作-Vairöcana（中川統雄）（ぬらりひょんレコード[4]）